# Chonguri

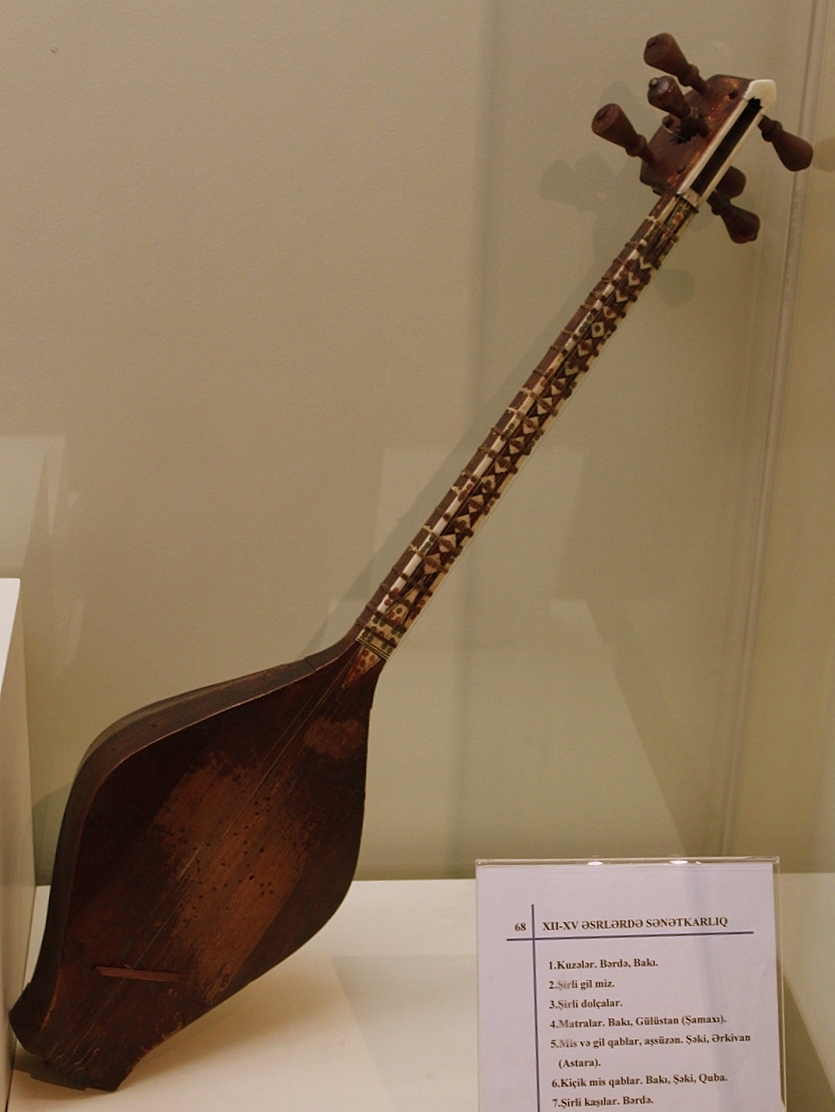
Um chonguri no museu de história do Azerbaijão.

Chonguri (em georgiano:  ჩონგური) é um instrumento musical da Geórgia e é muito popular na região do Cáucaso, Anatólia e no Irã, o Chonguri possui 4 cordas de nylon. O chonguri surgiu entre os séculos 12 a 16, é muito usado em ritos sufis.